# Elezioni presidenziali in Montenegro del 2023
Le elezioni presidenziali in Montenegro del 2023 si sono tenute il 19 marzo per eleggere il Presidente del Paese. Poiché, tuttavia, nessuno dei primi due candidati ha ottenuto la maggioranza assoluta al primo turno, un ulteriore turno di votazioni si è svolto il 2 aprile.
In seguito, svoltosi il conseguente secondo spoglio elettorale, il candidato Jakov Milatović, precedentemente giunto secondo al primo turno, è risultato vincitore con il 58,88% dei voti, divenendo così Presidente.

## Sistema elettorale
Il Presidente viene eletto utilizzando un sistema maggioritario a doppio turno; se nessun candidato ottiene la maggioranza dei voti al primo turno, si tiene un turno di ballottaggio due settimane dopo.
Per presentare la loro candidatura alla Commissione elettorale statale, i potenziali candidati devono raccogliere 8.101 firme.
Un presidente viene eletto ogni cinque anni ed è idoneo a partecipare solo per due mandati consecutivi.

## Risultati
| Jakov Milatović               | Europa Ora!                                       | 97 858  | 28,92 | 221 592 | 58,88 |  |  |  |
| Milo Đukanović                | Partito Democratico dei Socialisti del Montenegro | 119 673 | 35,37 | 154 769 | 41,12 |  |  |  |
| Andrija Mandić                | Fronte Democratico                                | 65 385  | 19,32 |         |       |  |  |  |
| Aleksa Bečić                  | Montenegro Democratico                            | 37 562  | 11,10 |         |       |  |  |  |
| Draginja Vuksanović-Stanković | Partito Socialdemocratico del Montenegro          | 10 669  | 3,15  |         |       |  |  |  |
| Goran Danilović               | Montenegro Unito                                  | 4 659   | 1,38  |         |       |  |  |  |
| Jovan Radulović               | Indipendente                                      | 2 574   | 0,76  |         |       |  |  |  |
| Totale                        | Totale                                            | 338 380 | 100   | 376 361 | 100   |  |  |  |
|                               |                                                   |         |       |         |       |  |  |  |
| Voti non validi               | Voti non validi                                   | 8 953   | 2,58  | 3 920   | 1,03  |  |  |  |
| Votanti                       | Votanti                                           | 347 333 | 64,07 | 380 281 | 70,14 |  |  |  |
| Elettori                      | Elettori                                          | 542 154 |       | 542 154 |       |  |  |  |

| Milo Đukanović                |  | 35,37% |
| Jakov Milatović               |  | 28,92% |
| Andrija Mandić                |  | 19,32% |
| Aleksa Bečić                  |  | 11,10% |
| Draginja Vuksanović-Stanković |  | 3,15%  |
| Goran Danilović               |  | 1,38%  |
| Jovan Radulović               |  | 0,76%  |

| Jakov Milatović |  | 58,88% |
| Milo Đukanović  |  | 41,12% |